# Kendall (ort i Australien)
Kendall är en ort i Australien. Den ligger i kommunen Port Macquarie-Hastings och delstaten New South Wales, i den sydöstra delen av landet, omkring 280 kilometer nordost om delstatshuvudstaden Sydney.
Närmaste större samhälle är Wauchope, omkring 20 kilometer norr om Kendall. 
I omgivningarna runt Kendall växer i huvudsak städsegrön lövskog. Runt Kendall är det glesbefolkat, med 17 invånare per kvadratkilometer. Genomsnittlig årsnederbörd är 1 825 millimeter. Den regnigaste månaden är februari, med i genomsnitt 359 mm nederbörd, och den torraste är oktober, med 41 mm nederbörd.